# 7063 Johnmichell
7063 Johnmichell este o planetă minoră (asteroid) din centura de asteroizi. A fost descoperită pe 18 octombrie 1991 la Kushiro de Seiji Ueda⁠(d) și a fost numită după John Michell⁠(d). 
Obiectul prezintă o orbită caracterizată de o semiaxă mare de 2,4003824 UAi, o excentricitate de 0,13, o înclinație de 2,11149 ° în raport cu ecliptica.